# Thériogénologie
La thériogénologie est la branche de la médecine vétérinaire consacrée à la reproduction, incluant la physiologie et la pathologie des systèmes reproducteurs mâle et femelle et les pratiques cliniques obstétrique et gynécologie.

## Sources
Dorland's Medical Dictionary (25th Edition)

## Liens utiles
Site de thériogénologie des animaux de production de la faculté de médecine vétérinaire de l'université de Liège en Belgique 